# 恩薩瓦姆
恩薩瓦姆是西非國家加納的城鎮，由東部地區負責管轄，位於首都阿克拉西北約40公里，海拔高度75米，鎮上有中學和公立醫院，2003年人口約33,000。

## 外部連結
- Ghana-pedia webpage - Nsawam
- MSN Map[永久]

05°48′00″N 00°21′00″W / 5.80000°N 0.35000°W